# 1909 en Alberta
Chronologie de l'Alberta
- 1905
- 1906
- 1907
- 1908
- 1909
- 1910
- 1911
- 1912
- 1913

Cette page concerne des événements qui se sont produits durant l'année 1909 dans la province canadienne de l'Alberta.

## Politique
- Premier ministre :  Alexander Cameron Rutherford du Libéral
- Chef de l'Opposition : Richard Bennett (gouverneur)
- Lieutenant-gouverneur : George Hedley Vicars Bulyea (en)
- Législature :

## Événements
- 22 mars : élection générale albertaine de 1909. Alexander Cameron Rutherford est réélu premier ministre.

## Naissances
- 26 octobre : Henry Görtler, né à Calgary et mort le 31 décembre 1987 à Fribourg-en-Brisgau (Allemagne),  mathématicien appliqué allemand, surtout connu pour ses travaux en mécanique des fluides.

- 27 octobre : John M. « Red » Pollard (né à Edmonton et mort le 7 mars 1981), jockey canadien. Pollard a concouru sur des hippodromes aux États-Unis et est surtout connu pour avoir monté le pur-sang américain Seabiscuit.